# Дънвеган
Дънвѐган (на английски: Dunvegan, в Шотландия се произнася най-близко до Дънвейгън, на шотландски келтски: Dùn Bheagain) е малък град в Северозападна Шотландия, област Хайланд. Разположен е в северозападната част на остров Скай в залива Лох Дънвеган. Населението му е около 200 – 250 жители. Известен е със замъка Дънвеган, седалище на главата на клана Маклауд.
Името „Дънвеган“ означава „малък замък“. Градът се разраства значително през последните 5 години, като се отварят нови магазини. Броят на хората с постоянно местожителство в Дънвеган е намалял, но броят на идващите туристи през почивните дни се е увеличил значително от 2001 г. насам.